# Стюарт, Джеймс (археолог)
Джеймс Стюарт, по прозванию Афинский (англ.  James Stuart «Athenian», 1713, Лондон — 2 февраля 1788, Лондон) — британский археолог, архитектор и художник, один из зачинателей неоклассицизма в западноевропейском искусстве второй половины XVIII века. Член Общества дилетантов, созданного с целью изучения античного искусства. Один из родоначальников движения «классического возрождения» (Classical Revival) в Англии.

## Биография
Джеймс Стюарт родился в 1713 году в Крид-Лейн (Creed Lane, Ludgate Street) в Лондоне, в семье шотландского моряка. Вскоре отец умер и семья оказалась в бедности. Джеймс стал зарабатывать художеством и вскоре, примерно в 1742 году, смог добраться до Италии, пешком, как в своё время Альбрехт Дюрер, перешёл Альпы. В Италии, подрабатывая рисовальщиком портретов и чичероне (сопровождающим) богатых английских путешественников, изучал латынь, итальянский и греческий языки, а также классическое искусство и древнеримскую архитектуру.
Именно в Италии Стюарт написал свою первую научную работу — иллюстрированный трактат о египетском обелиске Псамметиха II, описанного в книге А. М. Бандини «Обелиск Цезаря Августа» (De obelisco Caesaris Augusti). В Риме Джеймс Стюарт познакомился с Николасом Реветтом, молодым дворянином из Восточной Англии. В 1748 году Стюарт и Реветт выпустили «Предложения о публикации точного описания древностей Афин» (Proposals for publishing an accurate Description of the Antiquities of Athens). Их план поиска первоисточников классической архитектуры привлёк внимание английских дилетантов (в то время это слово использовали без уничижительного оттенка), аристократов, проживавших тогда в Риме, и с помощью некоторых из них, в частности графа Мальтона, графа Шарлемона, Джеймса Доукинза, Роберта Вуда, исследователя Пальмиры, и других, они смогли организовать свое путешествие из Италии в Грецию.
В 1750 году Джеймс Стюарт, Николас Реветт, Гэвин Гамильтон и архитектор Мэттью Бреттингем Старший покинули Рим и уехали в Неаполь. По заказу Общества дилетантов они занимались изучением руин античных построек в Южной Италии, а затем через Балканы и порт Пула отправились в Грецию. На несколько месяцев они задержались в Венеции. Там они встретились с сэром Джеймсом Греем (их покровителем из Общества дилетантов), и Джозефом Смитом, британским консулом в Венеции, покровителем художников и знатоком искусства. Смит выпустил в Венеции в 1753 году ещё одно издание «Предложений о публикации точного описания древностей Афин». Стюарт и Реветт осматривали древности Пола и Спалато (Сплита) в Далмации, Салоники и ионический храм на реке Илисос, зарисовывали памятники и проводили их обмеры. 19 января 1751 года они выехали в Грецию и 18 марта прибыли в Афины. Они оставались в Афинах до 5 марта 1753 года.
Джеймс Стюарт первым в истории искусства опубликовал рисунки, описания и чертежи с обмерами Парфенона афинского Акрополя. Эта работа составила второй том капитального труда Стюарта и Реветта «Древности Афин».
По возвращении в Лондон в начале 1755 года Стюарт и Реветт были тепло встречены Обществом дилетантов, в правлении которого они заняли почётные места. Они сразу же приступили к работе над оформлением своих заметок и рисунков для публикации и выпустили новый проспект предполагаемого издания. Им помогали многие члены Общества дилетантов по отдельности и Общество в целом. В 1762 году опубликовали первый том работы «Древности Афин и другие памятники Греции» (The Antiquities of Athens and Other Monuments of Greece), озаглавленный «Древности Афин, измеренные и очерченные Джеймсом Стюартом и Николасом Реветтом, художниками и архитекторами» (The Antiquities of Athens measured and delineated by James Stuart and Nicholas Revett, Painters and Architects) с посвящением королю Георгу III. Только на первый том издания подписалось более пятисот человек, и, хотя немногие из подписчиков были архитекторами или строителями, именно эта работа стала одним из важных стимулов возникновения движения «греческого возрождения» в западноевропейском искусстве XVIII века.
Книга произвела сильное впечатление на просвещённое английское общество. Публикация этой работы вызвала моду на «греческий вкус» в архитектуре, оформлении интерьеров и даже в одежде, он получил распространение как в Лондоне, так и в провинции, и сохранил свое значение до конца века. Стюарт и Реветт могли бы справедливо заявить, что они были пионерами древнегреческой архитектурной археологии.
Публикация «Афинских древностей» сделала Стюарта знаменитым, он получил прозвание «Афинский», был избран членом Королевского общества и Общества антикваров. И хотя он начинал свою карьеру в качестве рисовальщика и живописца, теперь посчитал профессию архитектора в новомодном греческом стиле более выгодной. Он получал много заказов на проектирование городских особняков и загородных домов в греческом стиле. По его проектам строили и реконструировали загородные, садовые дома и таун-хаусы, в частности Спенсер-хаус на площади Сент-Джеймс считают первым зданием в настоящем неогреческом стиле, возведенным в Лондоне. Стюарт стал признанным авторитетом в области классического искусства, он продолжал оставаться одним из ведущих членов Общества дилетантов, а в 1763 году был назначен «живописцем общества» (painter to the society) и занимал этот пост до 1769 года, когда его сменил сэр Джошуа Рейнольдс.
Джеймс Стюарт собрал немалую коллекцию античных древностей из Афинского акрополя и Парфенона. Груз отправил морем в Смирну, далее след коллекции теряется. Однако один из фрагментов фриза Парфенона, вывезенный Стюартом, нашли в 1902 году закопанным в саду поместья Колн-Парк в графстве Эссекс, который унаследовал сын Томаса Эстла, антиквара, попечителя Британского музея.
Иллюстрации, рисунки и чертежи Джеймса Стюарта также стали первыми в своем роде и встретили восторженные оценки антикваров, учёных и просто ценителей классической античности. Уильям Хогарт создал в 1761 году сатирическую гравюру в ответ на «изящную манеру Стюарта изображать архитектурные детали» под названием «Пять ордеров париков» (Five Orders of Periwigs).
Стюарт в течение многих лет продолжал работать над «Древностями Афин» и на момент его смерти в 1788 году труд всё ещё не был завершён. Последний том появился только в 1816 году, когда началась следующая фаза греческого возрождения в британской архитектуре. Джеймс Стюарт внезапно скончался 2 февраля 1788 года в своём доме на южной стороне Лестер-сквер в Лондоне и был похоронен в крипте церкви Сент-Мартин-ин-зе-Филдс. Первая ретроспективная экспозиция его творчества прошла в Музее Виктории и Альберта в Лондоне в начале 2007 года.

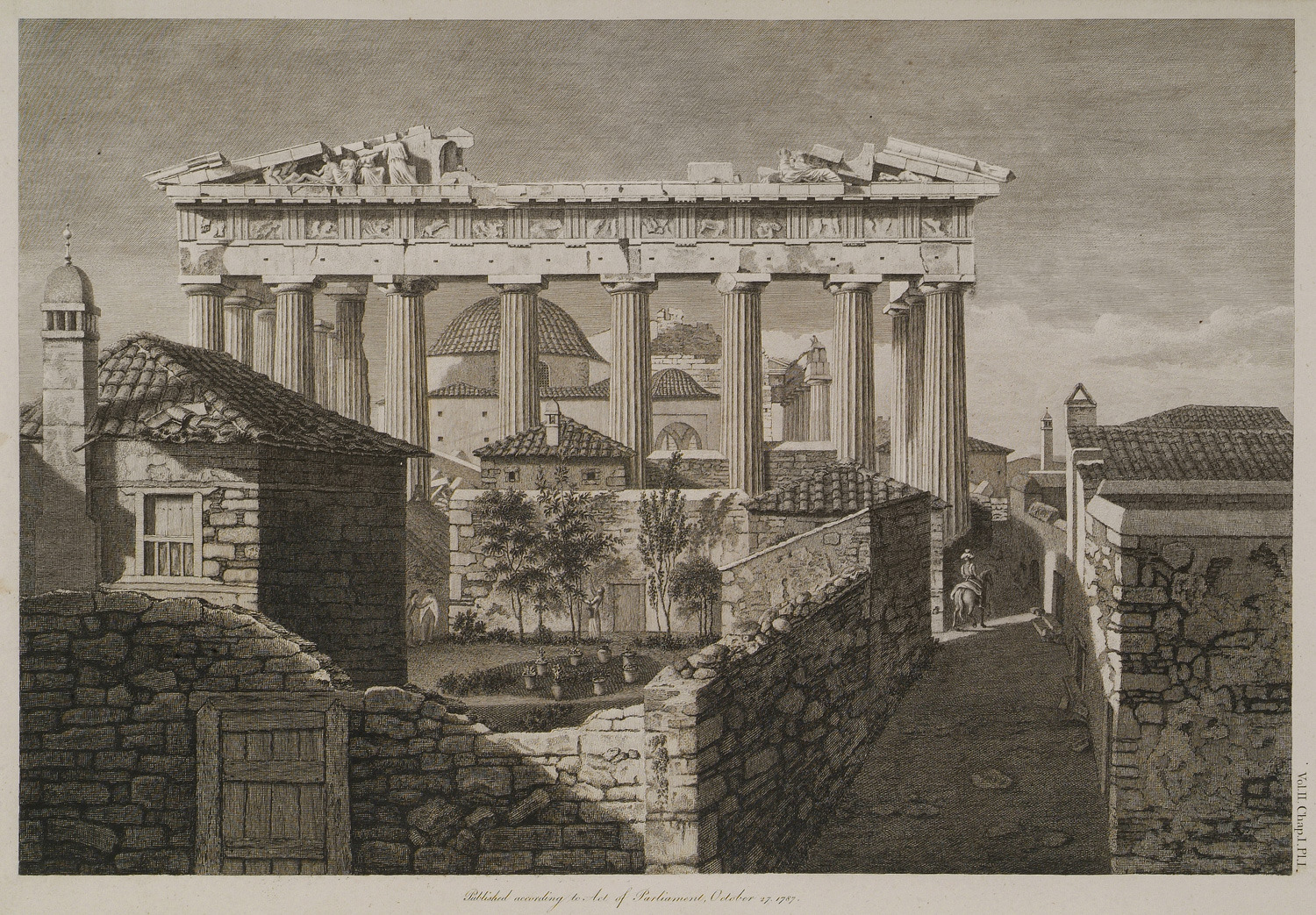
Вид восточного фасада Парфенона афинского Акрополя. Гравюра издания «Древности Афин». 1794
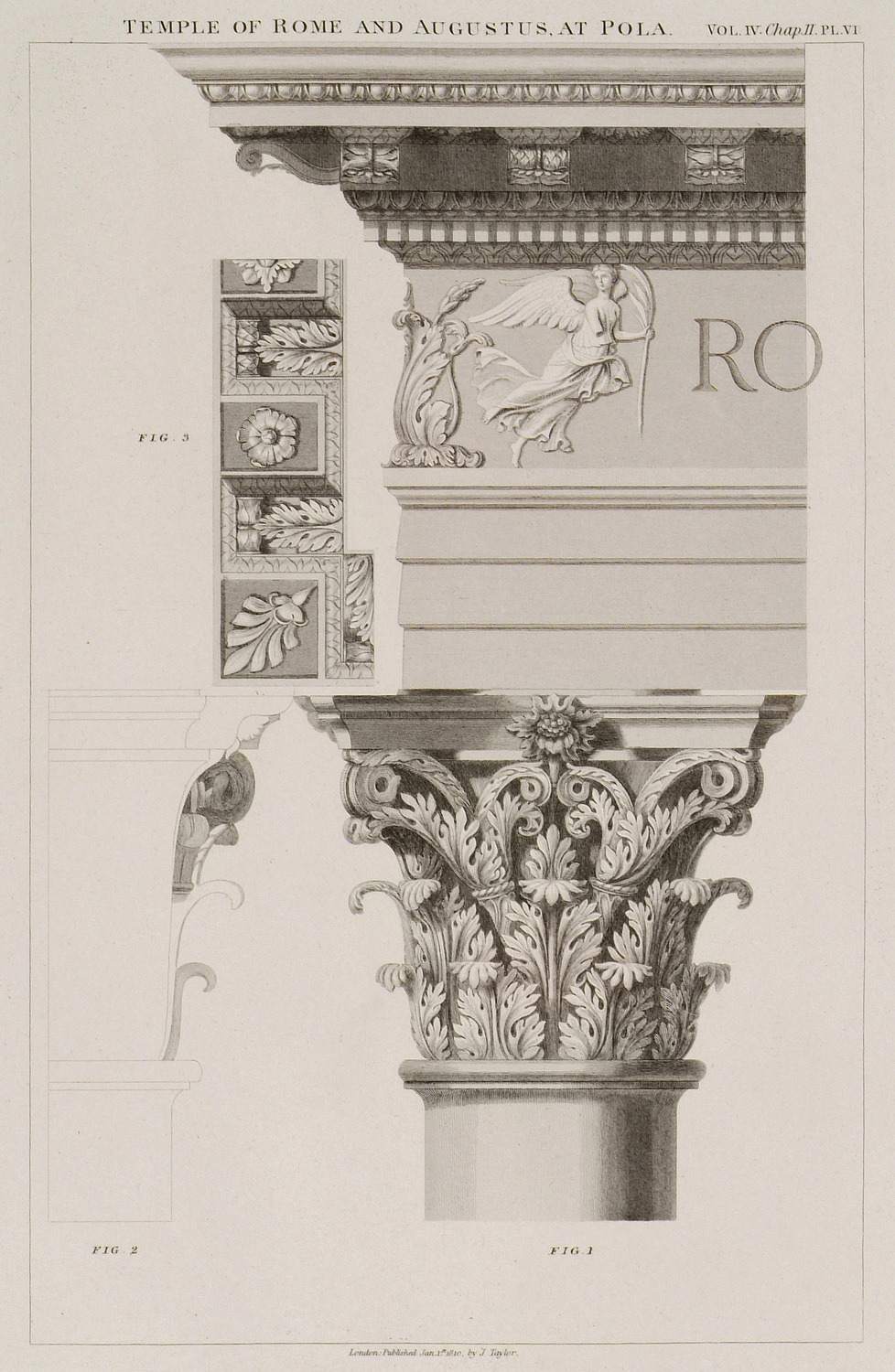
Антаблемент коринфского ордера. Гравюра издания «Древности Афин». 1794
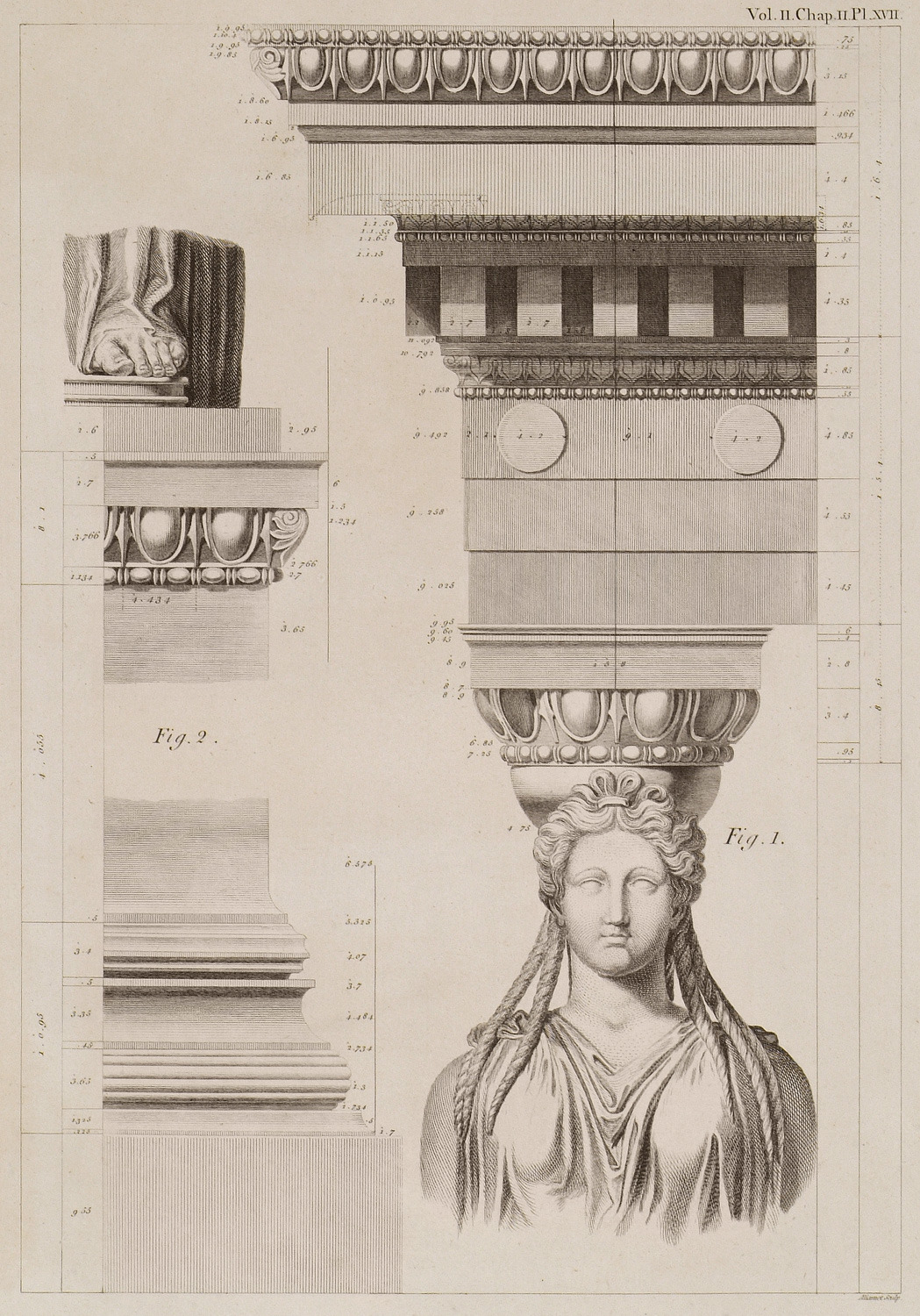
Кариатида Эрехтейона афинского Акрополя. Гравюра издания «Древности Афин». 1794
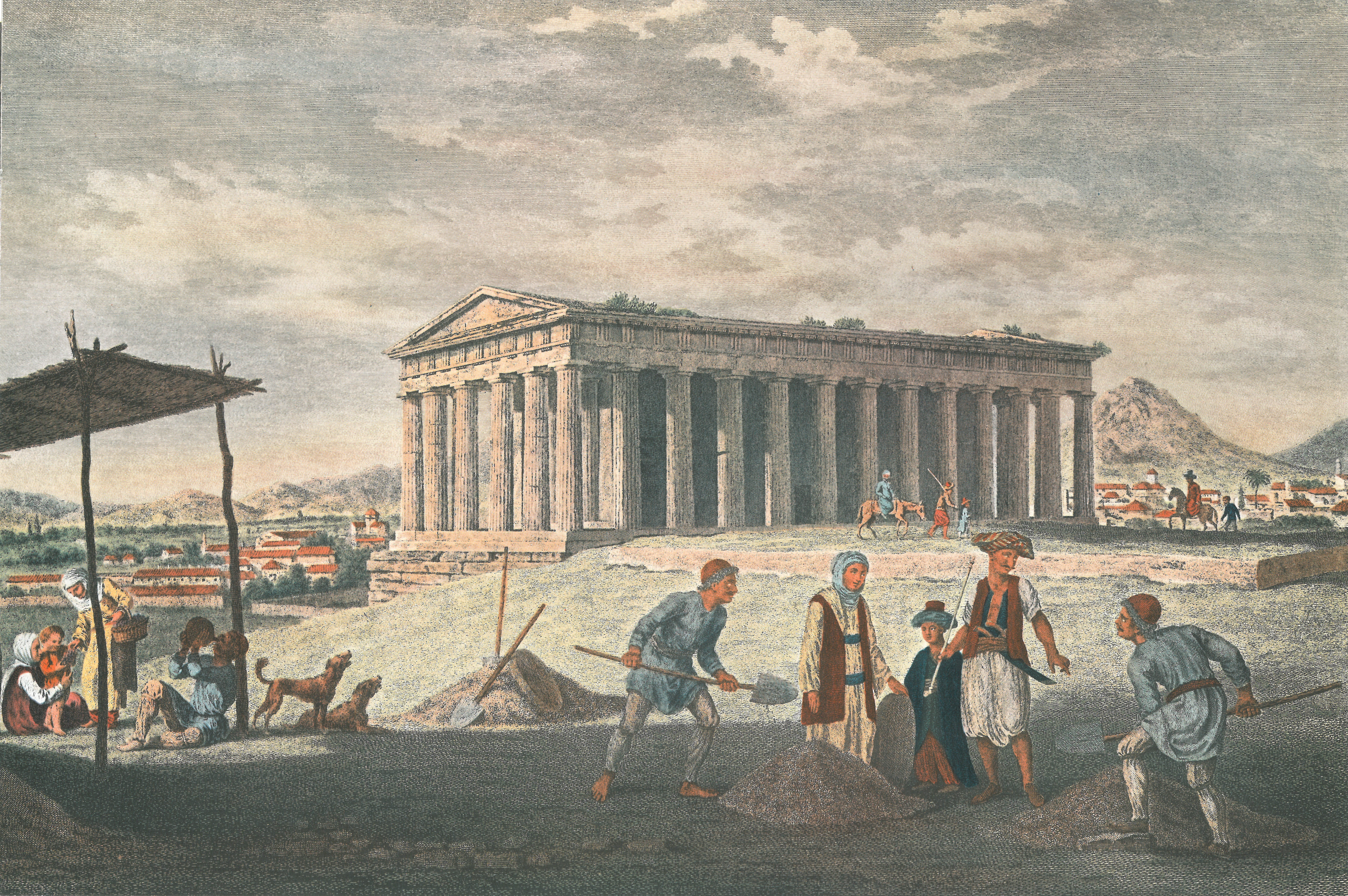
Дж. Стюарт. Вид храма Тесея (Гефеста) в Афинах с юго-запада. Между 1750 и 1760 гг. Гуашь. Лондон, Музей Виктории и Альберта
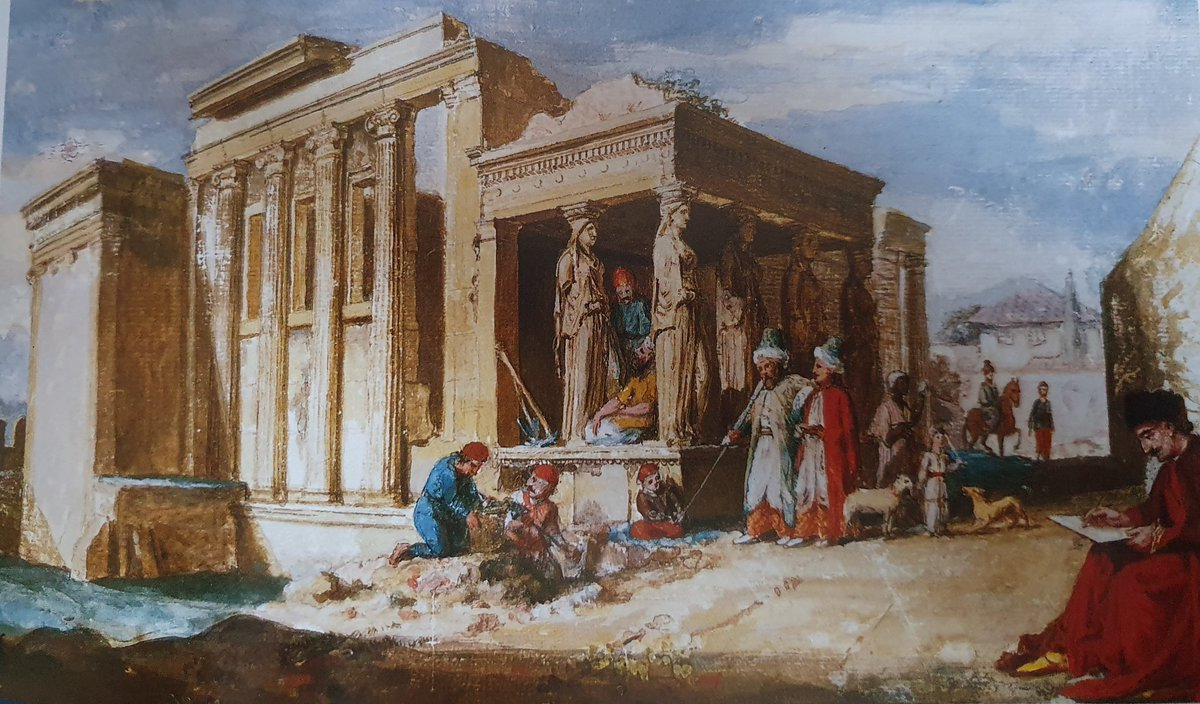
Дж. Стюарт. Эрехтейон афинского Акрополя. Между 1750 и 1760 гг. Акварель. Лондон, Королевский институт британских архитекторов
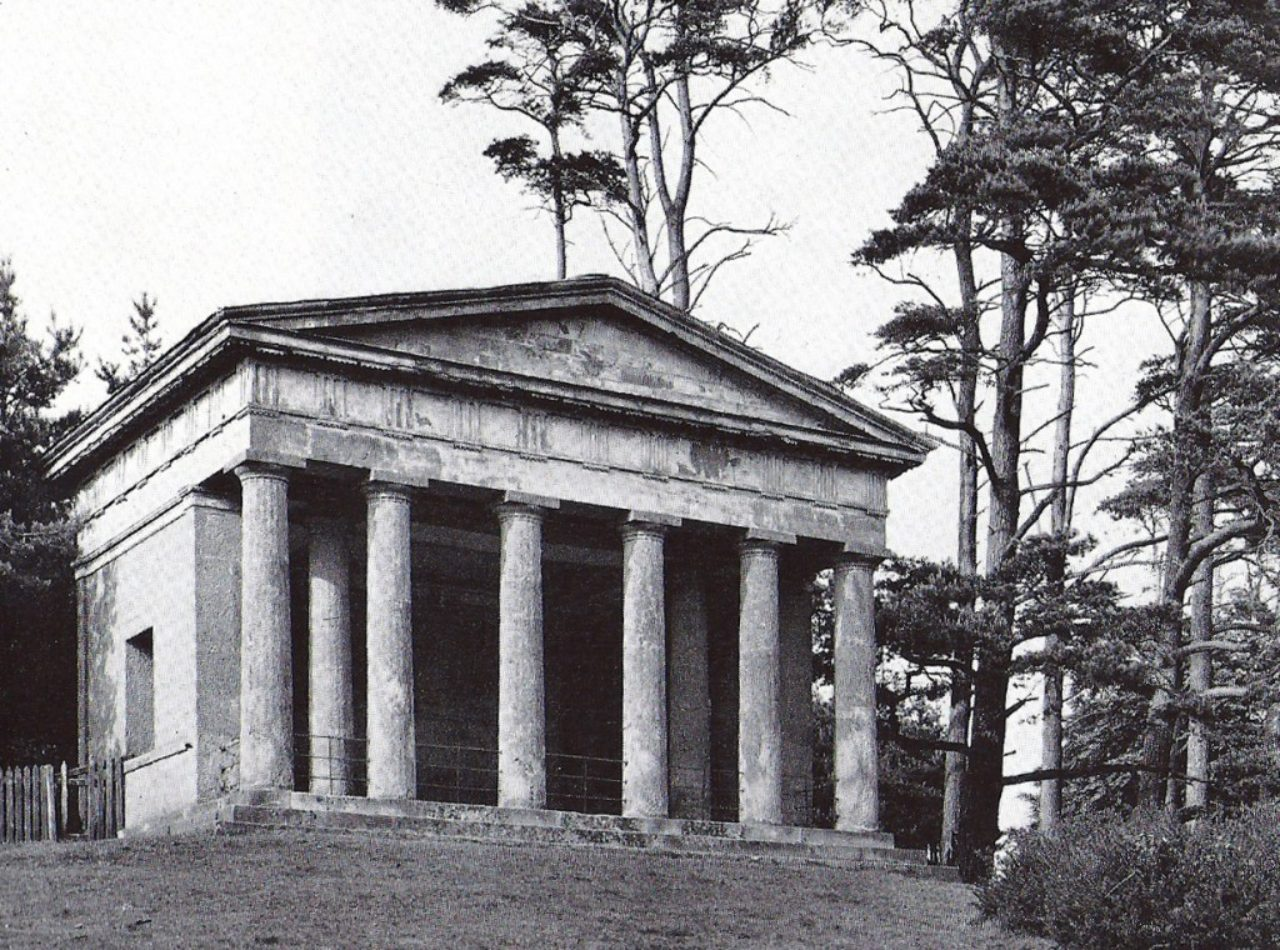
«Храм Тесея» в Хэгли-парк, Вустершир. 1758—1759. Архитектор Дж. Стюарт